# Soledad Esperón
Soledad Esperón (ur. 8 lutego 1985 w Buenos Aires), argentyńska tenisistka.
Tenisistka występująca głównie w turniejach rangi ITF. Karierę sportową rozpoczęła we wrześniu 2000 roku biorąc, udział w kwalifikacjach do turnieju w Buenos Aires, gdzie wygrała mecz w pierwszej rundzie ale przegrała w drugiej. Rok później wygrała kwalifikacje gry pojedynczej w Limie i po raz pierwszy w karierze zagrała w turnieju głównym, w którym doszła do ćwierćfinału a który przegrała z rodaczką Jorgeliną Cravero. W tym samym roku dotarła także dwukrotnie do półfinałów gry podwójnej, w Buenos Aires i Montevideo. W czerwcu 2003 roku wygrała swój pierwszy turniej deblowy w Victorii, w Meksyku a singlowy w lipcu, w Puerto Ordaz w Wenezueli. W sumie w czasie swojej kariery wygrała dziesięć turniejów singlowych i dwadzieścia pięć deblowych.
W sierpniu 2005 roku zagrała po raz pierwszy w kwalifikacjach do turnieju WTA w Toronto, ale przegrała już w pierwszej rundzie z Czeszką, Haną Šromovą. Rok później spróbowała swych sil w kwalifikacjach do wielkoszlemowego US Open, ale też odpadła po pierwszej rundzie, tym razem przegrywając z Barborą Strýcovą. W 2008 roku odniosła swoje największe sukcesy w rozgrywkach WTA, pokonując w pierwszej rundzie kwalifikacji turnieju w New Haven Jelenę Kostanić Tošić oraz w pierwszej rundzie kwalifikacji US Open, Sunithę Rao. Zagrała potem jeszcze dwukrotnie w kwalifikacjach do turniejów cyklu WTA, ale w żadnym z nich nie udało jej się awansować do fazy głównej. Jedyny raz, kiedy to zagrała w turnieju głównym, miał miejsce w lutym 2009 roku na turnieju w Bogocie. Wystąpiła tam w grze podwójnej, gdzie w parze z Belgiką Tamaryn Hendler wygrała w pierwszej rundzie i awansowała do ćwierćfinału, w którym przegrała jednak z parą hiszpańską Lourdes Domínguez Lino i Arantxa Parra Santonja.
Najwyższy ranking WTA w grze singlowej osiągnęła 23 marca 2009 roku i było to miejsce 166.

## Wygrane turnieje rangi ITF
| turnieje z pulą nagród 100 000 $ |
| turnieje z pulą nagród 75 000 $  |
| turnieje z pulą nagród 50 000 $  |
| turnieje z pulą nagród 25 000 $  |
| turnieje z pulą nagród 15 000 $  |
| turnieje z pulą nagród 10 000 $  |

### Gra pojedyncza
|     | Data       | Turniej        | Kat. | ($)    | Naw.   | Finalistka         | Wynik           |
| 1.  | 20/07/2003 | Puerto Ordaz   | ITF  | 10 000 | twarda | Micaela Moran      | 6:3, 6:1        |
| 2.  | 19/10/2003 | Santo Domingo  | ITF  | 10 000 | twarda | Flavia Mignola     | 6:1, 6:1        |
| 3.  | 20/06/2004 | Mont Tremblant | ITF  | 10 000 | ziemna | Stéphanie Dubois   | 6:3, 6:4        |
| 4.  | 07/11/2004 | Salta          | ITF  | 10 000 | ziemna | Andrea Benitez     | 6:3, 6:3        |
| 5.  | 02/10/2005 | Pelham         | ITF  | 25 000 | ziemna | Aleksandra Wozniak | 7:5, 6:2        |
| 6.  | 27/05/2007 | Cordoba        | ITF  | 10 000 | ziemna | M.V. Garcia-Sokol  | 6:2, 3:3 krecz. |
| 7.  | 11/11/2007 | Cordoba        | ITF  | 10 000 | ziemna | Agustina Lepore    | 6:1, 6:4        |
| 8.  | 02/12/2007 | Santiago       | ITF  | 10 000 | ziemna | Veronica Spiegel   | 6:3, 6:0        |
| 9.  | 13/04/2008 | Jackson        | ITF  | 25 000 | ziemna | Tetiana Łużanśka   | 6:7, 6:2, 6:1   |
| 10. | 20/04/2008 | Palm Beach     | ITF  | 25 000 | ziemna | Sesił Karatanczewa | 6:4, 6:1        |